# Achatinella juddii
Achatinella juddii е изчезнал вид коремоного от семейство Achatinellidae.

## Разпространение
Видът е бил ендемичен за Оаху, Хавай.